# Озерянський кряж
Озерянський кряж — височина в Україні, на півночі Житомирського Полісся. Розташована у східній частині Олевського району Житомирської області, в районі сіл Озеряни (звідси й назва) і Рудня-Озерянська. 
Відокремлена від Білокоровицького кряжу (розташований південніше) долиноподібним заболоченим зниженням. Простягається у північно-східному напрямі вузьким (ширина 0,5—1 км) пасмом завдовжки 8 км. Абсолютні висоти до 209 м, відносні — 20—30 м. Являє собою останцеве пасмо з крутими схилами. Характерні денудаційні форми рельєфу. Складається з кварцитів. Переважають соснові ліси.